# Mission Elapsed Time
O Mission Elapsed Time (MET) é usado pela NASA durante suas missões espaciais, principalmente durante as missões do Ônibus Espacial. Como grande parte da missão depende do tempo de lançamento, todos os eventos após o lançamento são programados no Mission Elapsed Time. Isso evita o reescalonamento constante de eventos, caso o tempo de inicialização diminua. O relógio MET é zerado no momento da decolagem e conta progressivamente em dias, horas, minutos e segundos. Por exemplo, 2/03:45:18 MET significa que já se passaram 2 dias, 3 horas, 45 minutos e 18 segundos desde o lançamento.
A Estação Espacial Internacional (ISS) não usa um relógio MET, pois é uma missão "permanente" e internacional. A ISS observa o Tempo Universal Coordenado (UTC/GMT). Quando o Ônibus Espacial visitava a ISS, a tripulação da ISS geralmente ajustava seu dia de trabalho ao relógio do MET para tornar o trabalho em equipe mais fácil. Os ônibus também tinham relógios UTC para que os astronautas pudessem facilmente descobrir qual era o horário "oficial" a bordo da ISS.
Em 2019, um voo de teste da espaçonave Boeing CST-100 Starliner sofreu uma anomalia de missão devido a um Mission Elapsed Time definido incorretamente no veículo.